# Uli Sigg

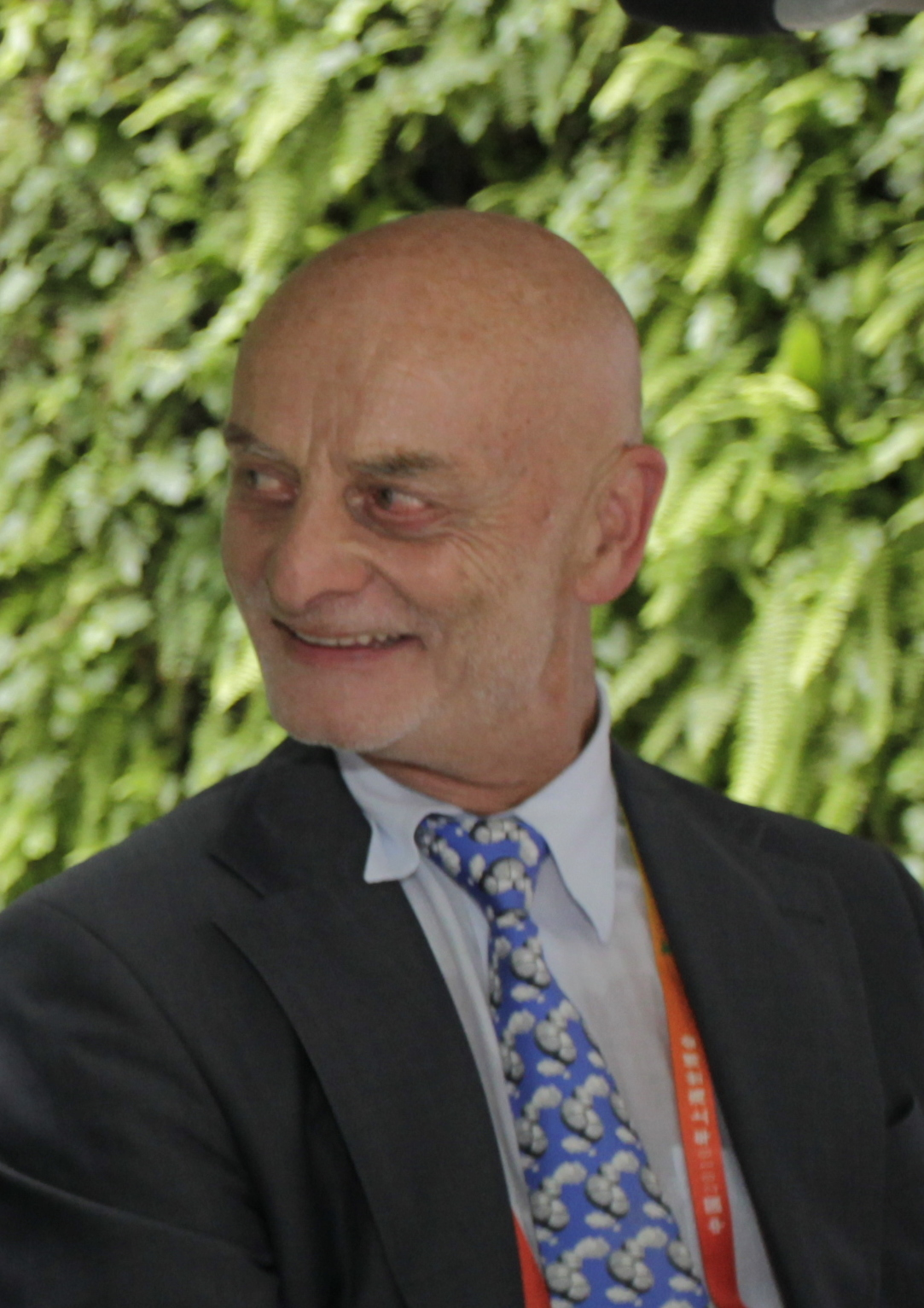

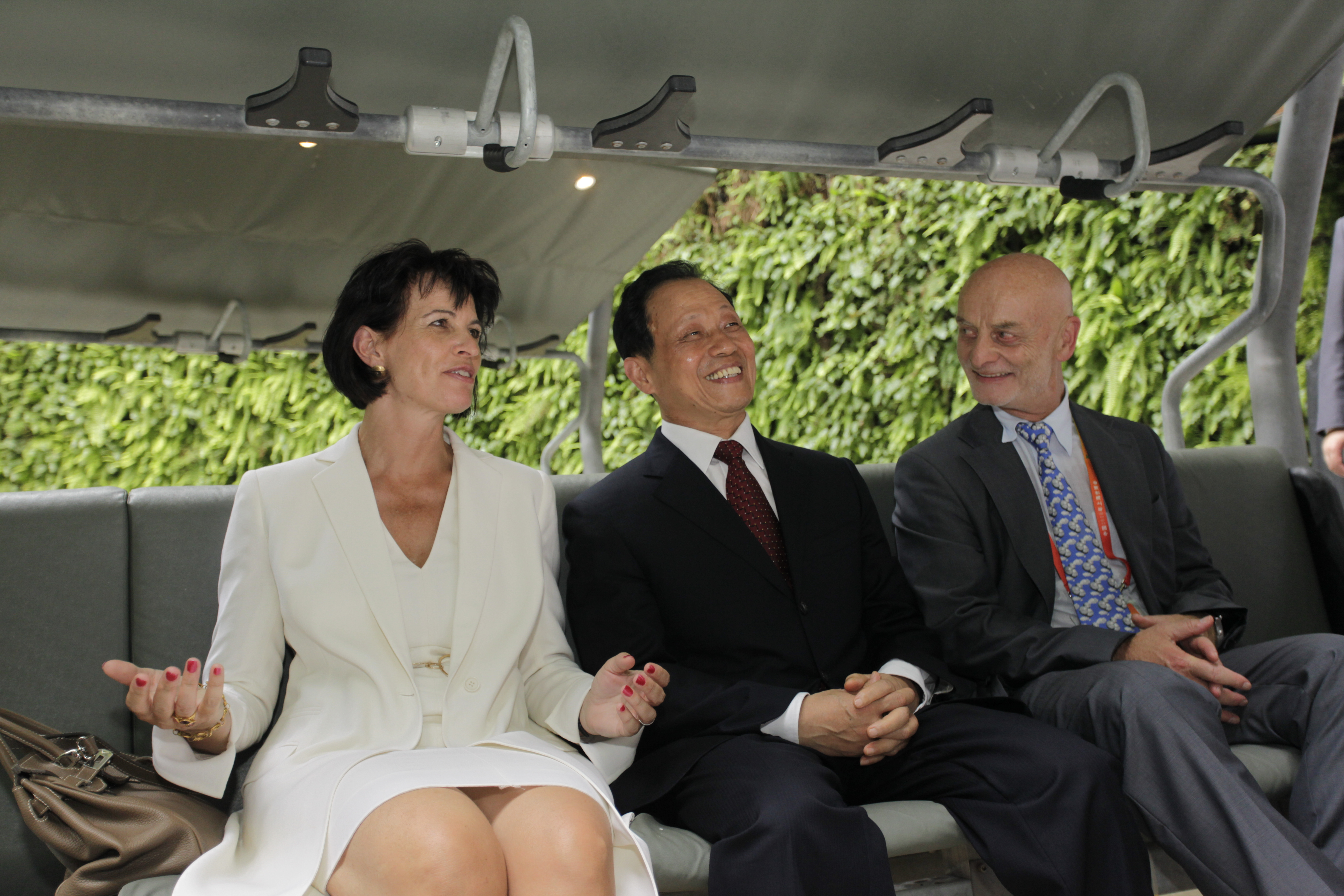
Bundespräsidentin Doris Leuthard; Mr Wu, Präsident der China Insurance Regulatory Commission, und Uli Sigg, Generalkommissär des Schweizer Pavillon Expo 2010 Shanghai an der Expo 2010, auf der Sesselbahn des Schweizer Pavillons (2010).

Ulrich Adolf Sigg, genannt Uli Sigg (* 29. April 1946 in Luzern; heimatberechtigt in Dörflingen und Hergiswil) ist ein Schweizer Wirtschaftsjournalist, Unternehmer, Kunstsammler und Mäzen. Von 1995 bis 1998 war er Schweizer Botschafter in Peking für die Volksrepublik China, Nordkorea und die Mongolei. Als Ruderer wurde er im Alter von 22 Jahren Schweizer Meister im Achter-Rudern.

## Biografie
Uli Sigg studierte von 1968 bis 1972 an der Universität Zürich Rechtswissenschaft. Danach war er als Wirtschaftsjournalist in Asien tätig. 1977 übernahm er eine Stelle bei der Firma Schindler im luzernischen Ebikon. Mit einigen Managern reiste er nach China, um dort ein Joint Venture zu gründen und aufzubauen. 1980 entstand nach zähen Verhandlungen die CSE China Schindler Elevators Co. Es war das erste Joint Venture eines westlichen Industriekonzerns mit einem chinesischen Staatsbetrieb überhaupt. Zwei Aufzugsfabriken in Peking und Shanghai mit ein paar Tausend Beschäftigten wurden von Schindler übernommen. Sigg war bis Ende 1990 als Vizepräsident der CSE für die Schindler Gruppe tätig. Der promovierte Jurist gilt als grosser Kenner Chinas, weil er einen grossen Teil seines Lebens in China verbracht hat. Sigg war auch Gründungspräsident der Wirtschaftskammer Schweiz–China.
Am 18. April 2007 wurde Sigg vom Schweizerischen Bundesrat zum Generalkommissär des Schweizer Pavillon Expo 2010 Shanghai an der Weltausstellung in Shanghai, der Expo 2010, ernannt. Sigg hat Einsitz in verschiedenen Verwaltungsräten, u. a. in den Firmen Vitra und Ringier; für Ringier war er bereits in den 1970er Jahren als Wirtschaftsjournalist tätig. Des Weiteren ist er Mitglied des Beirats der China Development Bank. Beim Bau des Nationalstadions Peking stand Sigg dem Architektenbüro Herzog & de Meuron beratend zur Seite. Sigg ist ebenfalls Mitglied des International Council of the Museum of Modern Art (MoMA) in New York und des International Advisory Council of Tate Gallery in London.

### Kunstsammlung

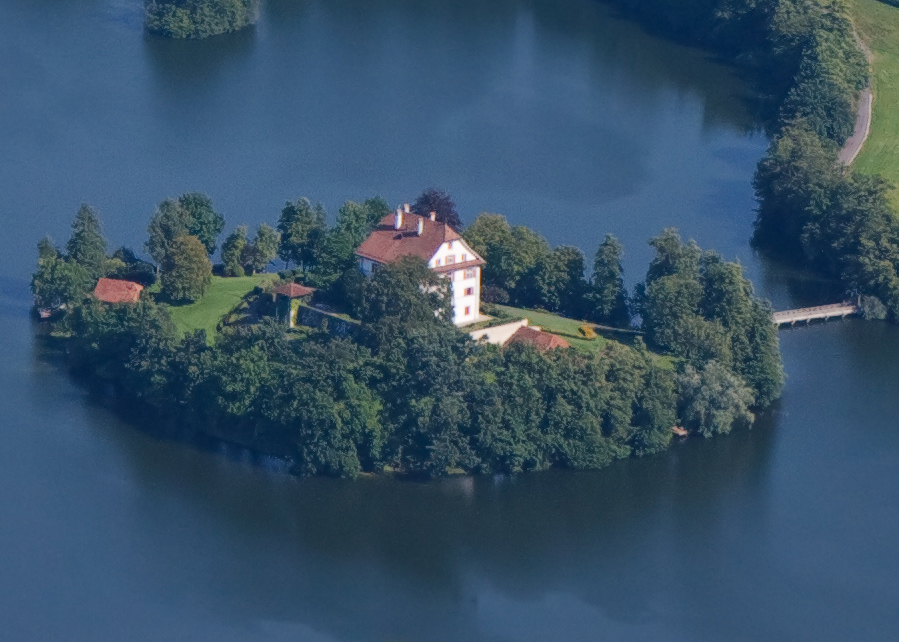
Schloss Mauensee, wo Teile der Kunstsammlung von Uli und Rita Sigg untergebracht sind

Einer breiten Öffentlichkeit ist Uli Sigg als Kunstsammler bekannt. In den 1970er Jahren begann er chinesische Gegenwartskunst zu sammeln. Innert weniger Jahrzehnte trug er so die weltweit grösste und bedeutendste Sammlung auf diesem Gebiet zusammen. Sigg ist mit vielen der von ihm gesammelten Künstler persönlich bekannt, darunter auch Ai Weiwei. Teile der Kunstsammlung befinden sich auf Siggs Schloss Mauensee, welches auf seiner eigenen Insel im Mauensee liegt.
Uli Sigg nahm Schloss Mauensee das erste Mal richtig wahr, als er als junger Offizier der Schweizer Armee den Auftrag erhielt, im Rahmen eines Manövers mit seinen Männern die Insel Mauensee zu stürmen. Als Sigg die Insel eingenommen hatte, dachte er: „So zu wohnen, das wäre schön.“ Jahrzehnte später verwirklichte Sigg sich seinen Traum und kaufte das 1605 erbaute Schloss samt der 1,4 Hektaren grossen Insel und dem 56 Hektaren grossen See. Nach umfassenden Restaurierungsarbeiten zog er 1998 mit seiner Ehefrau Rita im Schloss Mauensee ein. Die Insel, die nicht öffentlich zugänglich ist, ist mit einer Brücke mit dem Festland verbunden.

### Chinese Contemporary Art Awards
Im Jahre 1997 gründete Uli Sigg die Chinese Contemporary Art Awards (CCAA). Der Preis wird im Intervall von zwei Jahren verliehen, erstmals geschah dies 1998.

#### Sammlung Sigg geht nach Hongkong
Im Rahmen einer Medienkonferenz in Hongkong am 12. Juni 2012 wurde bekannt, dass Uli Sigg den grössten Teil seiner Sammlung chinesischer Gegenwartskunst, insgesamt 1463 Werke, dem M+, dem Museum of Visual Culture, in Hongkong geschenkt hat. Weitere 47 Werke hat Sigg dem Museum für CHF 22 Millionen verkauft. Das Museum M+, das im West Kowloon Cultural District entsteht, wurde Ende 2021 eröffnet. Das Auktionshaus Sotheby’s schätzte die dem Museum M+ zukommenden Kunstwerke auf einen Wert von etwa CHF 185 Millionen. In Siggs Besitz verbleiben rund 600 Arbeiten, darunter viele persönliche Stücke.
Lars Nittve, Chef des Projekts Museum M+, äusserte sich wie folgt über die Sammlung chinesischer Gegenwartskunst von Uli und Rita Sigg an der Medienkonferenz vom 12. Juni 2012 in Hongkong:

„It would be impossible to build a collection of the same depth and quality now.“

## Schriften
- Öffentlichrechtliche Probleme des Drahtfernsehens. Schulthess Polygraphischer Verlag, Zürich 1976, ISBN 3-7255-1772-X. (Zürcher Beiträge zur Rechtswissenschaft; 502). (Zugl. Diss. iur. Univ. Zürich 1976).
- mit Ai Weiwei, Yung Ho Chang und Peter Pakesch (Moderator): Art and cultural policy in China. A conversation between Ai Weiwei, Uli Sigg and Yung Ho Chang, moderated by Peter Pakesch. Springer, Wien 2009, ISBN 978-3-211-89240-4.

## Verfilmungen
- The Chinese Lives of Uli Sigg. Dokumentarfilm, Schweiz, 2016. Regie: Michael Schindhelm.[10]

## Ausstellungen
- CHINESE WHISPERS. Neue Kunst aus der Sigg Collection, 30. Januar – 26. Mai 2019, MAK – Museum für angewandte Kunst Wien[11]